# Mikulin AM-39
Il Mikulin AM-39 (in caratteri cirillici Микулин АМ-39) fu un motore aeronautico 12 cilindri a V di 60º, progettato dall'OKB 34 diretto da Aleksandr Aleksandrovič Mikulin e sviluppato in Unione Sovietica negli anni quaranta.
Evoluzione del Mikulin AM-35A fu utilizzato su due tipologie di velivoli: i caccia MiG-3, Polikarpov ITP e il bombardiere Tupolev SDB.

## Descrizione tecnica
L'AM-39 condivideva con il suo predecessore molte caratteristiche tecniche: era un 12 cilindri a V di 60º raffreddato a liquido per una cilindrata di 46,66 litri. La potenza però era maggiore e grazie all'adozione di un compressore centrifugo a doppio stadio con aftercooler raggiungeva i 1 343 kW (1 800 hp) a 2 350 giri al minuto.

## Velivoli utilizzatori
Unione Sovietica
- Mikoyan-Gurevich MiG-3
- Polikarpov ITP
- Tupolev SDB